# Cordon bleu
Cordon bleu este un șnițel vienez ce conține o felie subțire de carne (de vițel, de porc, de pui sau de curcan) rulată în jurul unor felii de jambon și de brânză, și ulterior dată prin pesmet și prajită în ulei. Găsim o primă mențiune despre cordon bleu în Elveția, ca escalop vienez umplut cu brânză într-o carte de bucate din 1949[réf. nécessaire]. În The New York Times 1967 există o referire la "cordon bleu de pui". Este un fel de mâncare cunoscut în multe țări. Originea numelui este încă subiect de discuție: 
- cordoane albastre folosite de bucătari pentru demarca între ele feliile de șnițel;
- rețeta inventată de un fin bucătar (un cordon-bleu).

Prima mențiune despre cordon bleu din carne de vițel datează din 1958, în Los Angeles Times. Figurează ca fiind printre tendințele de servire la modă în lumea de afaceri: "Veal cordon bleu will be the piece de resistance on the menu" (cordon bleu de vițel va fi piesa de rezistență a meniului) - (P. SG A9). Prima referință în The New York Times este o reclamă pentru United Airlines, apărută în numărul din 21 februarie 1962 (pag. 39): ,,Felul tău de mâncare poate fi un gingaș și micuț file, un piept de pui umplut, sau Cordon Bleu de Vițel, servit cu legume și cartofi, gătite în una din cele douăsprezece rețete.”
Prima referire la cordon bleu de pui este, de asemenea, într-o reclamă pentru United Airlines, publicată în The New York Times din 5 iunie 1967 (p.27): ,,Cea mai bună bucată de carne de vită, un vin bun și filme color. Este zborul ,,Covorul Albastru” al Coach United Airlines către California. ,,Covorul Albastru" este cel mai bun motiv pentru a zbura către vacanța voastră, în Los Angeles sau San Francisco. Ce v-am pregătit? Alegeți între o friptură de vrăbioară sau un Cordon Bleu de pui, pregătite de bucătarii noștri instruiți în Europa, șampanie sau un vin roșu fin (la preț fără taxe) ... Și chiar un meniu special pentru copii.
După Patricia Bunning Stevens, Cordon Bleu de pui ar fi o invenție americană, destul de recentă, bazată pe o rețetă tradițională europeană: pui à la Kiev, o mâncare autentică ucraineană, din piept de pui bătut bine - aplatizat, garnisit cu unt condimentat, dat prin pesmet și prăjit. Puiul Kiev a devenit popular în Statele Unite prin anii 1960, după ce fusese o specilitate în restaurantele rafinate. Variațiile apoi au proliferat cu Cordon Bleu de vițel din Elveția sau Schnitzel Cordon Bleu din Austria. În aceste două cazuri, carnea de vită este rulată în jurul feliilor subțiri de șuncă și Emmentaler sau Gruyère, și apoi date prin pesmet. Puiul Cordon Bleu a rezulta apoi dintr-un melanj de Cordon Bleu de vițel și Pui à la Kiev.
Deși rețete similare existau deja în Europa, expresia "cordon bleu" apare în titlurile de rețete cu "Cordon Bleu din carne de vită" în 1964 Los Angeles Times din 5 martie, p. D8 și în 1968 "Piept de pui Cordon Bleu" - Los Angeles Times 11 iulie, p. H10